# Mary Tamm
Mary Tamm (ur. 22 marca 1950 r. w Bradford, Anglia, Wielka Brytania; zm. 26 lipca 2012 r. w Londynie, Anglia, Wielka Brytania) – brytyjska aktorka pochodzenia estońskiego, najbardziej znana z roli Romany I w serialu science-fiction Doktor Who, którą grała w latach 1978-1979.

## Lata młodości
Mary Tamm urodziła się 22 marca 1950 roku w Bradford w Anglii, jako córka estońskich emigrantów. W latach 1969–1971 studiowała na Royal Academy of Dramatic Art.

## Kariera
W 1971 roku zaczęła grać w teatrze Birmingham Repertory Theatre. W 1972 roku przeniosła się do Londynu, gdzie wzięła udział w musicalu Mother Earth. Przed związaniem się z Doktorem Who dostała takie role jak Sigi w filmie "Akta Odessy" (1974) czy Christina w "The Likely Lads" (1976). W 1981 wystąpiła w noweli Karty na stół w Vaudeville Theatre.
Tamm na początku nie była zainteresowana by grać towarzysza Doktora w serialu Doktor Who twierdząc że taka rola jest tylko po to by stworzyć obraz "panienki w niebezpieczeństwie". Zmieniła zdanie gdy producenci zaproponowali jej rolę władcy czasu, jakim była Romana, tak więc równorzędna z Doktorem. Aktorka opuściła serial po jednym sezonie, twierdząc że jej rola powróciła do roli zwykłej asystentki Doktora i przestała być dalej rozwijana. W 2007 roku Tamm powiedziała w jednym z wywiadów że była gotowa nakręcić scenę regeneracji Romany I w II, lecz nigdy nie została na tę scenę zaproszona. Jedno ze źródeł twierdzi że ciąża aktorki była jednym z powodów dlaczego aktorka nie została zaproszona ponownie w następnym sezonie do gry postaci, lecz Tamm zaprzeczyła mówiąc że to była fałszywa plotka wymyślona przez Johna Nathana-Turnera.
Na początku lat 80., po odejściu z serialu Tamm wystąpiła w kilku serialach typu: The Assassination Run (1980), The Treachery Game (1981) czy The Hello Goodbye Man (1984). W latach 1993–1996 Tamm występowała w operze mydlanej Brookside, w 2003 w dramacie The Eustace Bros., oraz kilka gościnnych ról w programach telewizyjnych. W XXI wieku Tamm występowała głównie w produkcjach Big Finish Productions.

## Życie osobiste
W 1978 roku Mary Tamm poślubiła Marcusa Ringrose. Jej mąż zmarł kilka godzin po jej pogrzebie. Mieli jedną córkę, Lauren, urodzoną w listopadzie 1979 roku  i wnuka Maxa.
Mary Tamm napisała też autobiografię. Jej pierwsza część pt:First Generation, została opublikowana we wrześniu 2009, a druga część pt: Second Generation, miała być opublikowana na początku 2014.